# Matteo Graziano
Matteo Graziano, né à Calatafimi le 9 mai 1941, mort à Palerme le 26 octobre 2013, est un syndicaliste et homme politique italien, président de la Région sicilienne.

## Biographie
Arpenteur-géomètre diplômé installé à Palerme, employé de l'Azienda municipalizzata Acquedotto (AMAP, société publique des eaux de Palerme), il a exercé des activités syndicales au sein de la CISL.
Démocrate-chrétien, il est élu député, grâce au soutien de la CISL, à l' Assemblée régionale sicilienne lors de la 10e législature (1986-1991). Réélu, à la 11e législature (1991-1996) toujours à la DC, il devient assesseur régional pour la Présidence dans les deux juntes de Giuseppe Campione (1992-1993) et assesseur pour le territoire et l'environnement du 48e gouvernement, présidé par le libéral Francesco Martino, entre 1993 à 1995
Après la dissolution du DC, il rejoint le PPI et, le 3 mai 1995, il est élu président de la région sicilienne par 47 voix sur 90, n'incluant ni l'ancienne aile gauche de la DC de l'ancien président Giuseppe Campione ni les Démocrates de gauche. Son gouvernement se consacre à mener l'assemblée jusqu'aux élections régionales de 1996 et ne peut célébrer pleinement les 50 ans de l'autonomie sicilienne à cause du contexte politique.
Président sortant, il n'est pas réélu à l'ARS aux élections régionales de 1996.
Il adhère ensuite au Renouveau italien, avec lequel il échoue à se faire élire au conseil municipal de Palerme et au Sénat en avril 2001 au sein de La Marguerite. Il rejoint le Parti démocrate, issu de la Marguerite, et le quitte au printemps 2009 pour l'Union de centre avant finalement d'adhérer en 2011, avec les partisans de Salvatore Cuffaro, aux Populaires d'Italie demain dont il est nommé coordinateur provincial de Palerme.
En 2003, Graziano est inquiété par une enquête de la Cour des comptes sur l'utilisation des fonds réservés à la présidence régionale, mais bénéficie de la prescription des faits, contrairement à ses successeurs, Giuseppe Provenzano et Giuseppe Drago, condamnés à payer 103 123 euros. En 2007, la Cour des comptes le condamne en appel dans une autre affaire à payer 232 000 euros à la région.